# Plantagenet Shire
Koordinaten: 34° 37′ S, 117° 40′ O

Das Shire of Plantagenet ist ein lokales Verwaltungsgebiet (LGA) im australischen Bundesstaat Western Australia. Das Gebiet ist 4.876 km² groß und hat etwa 5000 Einwohner (2016).
Plantagenet liegt im äußersten Südwesten des Staats etwa 340 Kilometer südöstlich der Hauptstadt Perth und nördlich von Albany. Der Sitz des Shire Councils befindet sich in der Stadt Mount Barker, wo etwa 1900 Einwohner leben (2016).

## Verwaltung
Der Plantagenet Council hat neun Mitglieder. Sie werden von allen Bewohnern der LGA gewählt. Plantagenet ist nicht in Bezirke unterteilt. Aus dem Kreis der Councillor rekrutiert sich auch der Ratsvorsitzende und Shire President.